# Sistema de Clasificación de Películas Marítimas
La Sistema de Clasificación de Películas Marítimas es una organización gubernamental responsable de revisar películas y otorgar calificaciones cinematográficas en Nuevo Brunswick, Nueva Escocia y la Isla del Príncipe Eduardo (y algunos teatros en Terranova y Labrador aunque no sea obligatorio).
Creado el 1 de mayo de 1994, está financiado conjuntamente por las tres provincias a través del Consejo de Premiers del Atlántico. Nueva Escocia es el administrador principal del programa, que proporciona espacio de oficina y empleados a través de su Autoridad de Alcohol y Juegos.
Antes de 1994, Nuevo Brunswick y Nueva Escocia proporcionaron sus propias calificaciones para películas teatrales y pegatinas de calificación para videos. Sin embargo, las calificaciones de Nuevo Brunswick eran generalmente idénticas a las proporcionadas por la Junta de Clasificación Cinematográfica de Nueva Escocia, por lo que la decisión de amalgamar los servicios. El príncipe Eduardo Island no tenía tabla de clasificación y por lo general usaba las calificaciones de Nuevo Brunswick.
Con arreglo a la nueva legislación de las tres provincias, cada provincia puede seguir regulando y aplicando individualmente la exposición y distribución de películas, así como las salas de teatro y las tiendas de vídeo; esto incluye específicamente la prohibición de operaciones, la designación de tiendas de vídeo para adultos, etc.

## Categorías de clasificación

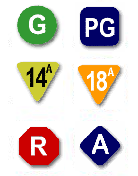
Los iconos del sistema de clasificación utilizado actualmente.

Las siguientes clasificaciones se adoptaron el 1 de abril de 2005 y actualmente están en uso:
- General (G) - Adecuado para espectadores de todas las edades.

- Orientación parental (PG) - Se recomienda la orientación de los padres. El tema o el contenido pueden no ser adecuados para todos los niños.

- 14 Acompañamiento (14A) - Adecuado para la visualización de personas mayores de 14 años. Los menores de 14 años deben ir acompañados por un adulto. Puede contener: violencia, lenguaje grosero y/o escenas sexualmente sugerentes.

- 18 Acompañamiento (18A) - Adecuado para la visualización de personas mayores de 18 años. Los menores de 18 años deben ir acompañados por un adulto. Las personas menores de 14 años tienen estrictamente prohibido ver la película. Puede contener: violencia explícita, lenguaje grosero frecuente, actividad sexual y/o horror.

- Restringido (R) - Admisión restringida a personas mayores de 18 años. No hay alquiler o compra por los menores de 18 años. Contenido no apto para menores de edad. Contiene el uso frecuente de la actividad sexual, violencia brutal / gráfica, horror intenso y/u otro contenido perturbador.

- Adulto (A) - El cine no es adecuado para espectadores menores de 18 años porque la premisa única o principal de la película es la representación de la actividad sexual explícita, la desnudez gráfica o la violencia gráfica.

Piezas de información de clasificación:
- No recomendado para niños pequeños: La película puede ser inapropiada para niños pequeños. Un ejemplo podría ser la muerte de una mascota familiar, un colapso familiar complicado, imágenes consideradas aterradoras o perturbadoras para los muy jóvenes, o maldiciones.[1]
- No recomendado para niños: La película puede incluir escenas que reflejen una situación más madura, como el consumo/abuso de drogas.[2]
- Escenas espantosas: La película contiene imágenes que pueden conmocionar o asustar a una persona. Estas escenas pueden encontrarse en un thriller, suspenso o género de guerra.[3]
- Tema maduro: Contiene imágenes o historias que pueden ser perturbadoras o incomprensibles para los menores. La película puede contener retratos de violencia doméstica, racismo, asuntos religiosos, muerte o temas sociales controvertidos.
- El idioma puede ofender: Contiene un lenguaje que puede ser ofensivo para algunos grupos (es decir, lenguaje sacrílego como Goddamn; también utilizado para películas de PG que contienen expletivas.) Algunas películas G usan este lenguaje.
- Lenguaje grosero: El producto contiene blasfemias, amenazas, insultos, referencias sexuales o insinuaciones sexuales.
- Contenido crudo: Material o humor que no es refinar o tosca y que puede ser visto como duro, grosero u ofensivo.
- Desnudez: Contiene imágenes de desnudez frontal, parcial o trasera. El contexto estará determinado por la situación, claridad, detalle, repetición y si la desnudez está en una situación no sexual o sexual.
- Contenido sexual: El cine puede contener imágenes y/o referencias verbales de tema sexual, insinuaciones sexuales, caricias, actividad sexual implícita y actividad sexual simulada.
- Violencia: Puede contener representaciones restringidas de violencia no gráfica, representaciones de violencia con algunos daños en la sangre y/o tejidos y frecuentes representaciones más prolongadas de la violencia que resulta en la sangría y el daño tisular. La frecuencia de grado y la intensidad de los actos de violencia serán factores en la decisión de clasificación. Se utiliza en todas las clasificaciones.[3]
- Contenido perturbador: Indica la reacción natural esperada por un público a cualquier elemento de una película, incluido el tono de una película relacionada con la angustia o el sufrimiento. Esto incluye la implicación o amenaza de violencia física y/o psicológica, incluso cuando no se representa la violencia.
- Abuso de sustancias: escenas descriptivas que representan; el uso de sustancias ilegales, el consumo excesivo de tabaco o el consumo de alcohol que resulta en deterioro.
- Escenas sangriales: Imágenes gráficas de sangría y/o daño tisular. Incluye representaciones de terror o guerra. Grado, frecuencia e intensidad también serán un factor importante en la decisión de clasificación.[4]
- Contenido Sexual Explícito: Los actos sexuales, mostrados en detalle completo, claro, inequívoco y realista, que pueden o no ser gratuitos para la película.[5]
- Violencia brutal: Representaciones visualmente explícitas de la violencia, que pueden caracterizarse por una brutalidad extrema, sangría extrema y/o daño tisular extremo. Puede incluir imágenes de tortura, horror o guerra.[4]
- Violencia Sexual: La degradación de un individuo de una manera sexual. Pueden contener imágenes de actos no consensuados con la intención de infligir daño, por ejemplo, violación simulada y/o el uso de amenazas para forzar el cumplimiento de la actividad sexual.[6]

También en abril de 2005, la provincia de Nueva Escocia adoptó oficialmente el sistema de clasificación de la Junta de Calificación de Software de Entretenimiento (ESRB) para videojuegos.
Fuente de información sobre la calificación: Sitio web de la Junta de Clasificación de Películas Marítimas.

## Historia
A principios de 1900, las películas estaban aumentando en popularidad. Se decidió a nivel nacional que la censura de los demás era necesaria para ser adecuada para una audiencia amplia y general de diferentes edades, niveles mentales y educativos. Sin embargo, dado que la censura nacional para un país tan grande y diverso era inviable, cada provincia censuraría de acuerdo con sus propias normas comunitarias provinciales. Sin embargo, Ontario sería el "principal" censor en que las impresiones teatrales serían censuradas/editadas por los censores de Ontario y luego se distribuirían por Ontario, y las otras provincias. Las otras provincias proporcionarían censura/edición adicional si fuera necesario para su propia provincia.
En el Marítimas, las películas fueron censuradas para una audiencia general hasta la década de 1950, cuando las juntas provinciales de censura de películas comenzaron a simplemente adjuntar una advertencia de "calificación de adulto" a las películas si era necesario, si la película aprobada se consideraba adecuada para adultos. Todas las películas seguían siendo objeto de edición por parte de los censores si era necesario.
Las siguientes clasificaciones se utilizaron desde finales de la década de 1960 hasta principios de la década de 1980:
- Entretenimiento general

- Entretenimiento para adultos

- Admisión Restringida a personas mayores de 18 años.

Las películas seguían siendo objeto de edición por parte de los censores hasta la década de 1980, cuando los tableros se desviaron lentamente hacia la clasificación. Las películas que se hicieron con el propósito de "pornografía" o "violencia excesiva" fueron rechazadas por completo. Alrededor de 1984, los subtítulos de calificación fueron creados para su uso con todas las categorías. Estas advertencias sufrieron algunos cambios en los próximos años.
A finales de la década de 1980, las calificaciones fueron alteradas ligeramente y se mantuvieron sin cambios hasta el 31 de diciembre de 1993:
- General (G) - Adecuado para audiencias generales.
- Adulto (A) - Adecuado para mayores de 14 años. Estas películas pueden contener escenas que involucran combate cuerpo a cuerpo, el uso de armas con breves escenas de sangre o matanza, escenas que involucran desnudez breve o casual, actividad sexual implícita no retratada visualmente, escenas de terror, uso de lenguaje grosero o vulgar, o violencia o desnudez que es parte integral de la trama.
- Restringido (R) - Adecuado para mayores de 18 años. Estas películas pueden contener escenas prolongadas que representan la violencia con la sangre, la representación gráfica del accidente, el horror intenso, la desnudez completa, la violación o la actividad sexual, o el uso repetido del lenguaje ofensivo.
- Exento (E) - Ciertos videos estaban exentos de clasificación si eran videofilms educativos utilizados para la enseñanza en instituciones educativas, videofilms culturales, videofilms patrimoniales, videofilms religiosos, dibujos animados infantiles, travelogues, videofilms políticos, videofilms utilizados para promociones industriales o empresariales, videofilms de eventos deportivos, y videofilms instructivos "cómo hacerlo", aparte de los sexuales.

Fue por esta época que el mercado de videos caseros comenzó a aumentar en popularidad y las películas pornográficas ya no fueron rechazadas. Los videos pornográficos recibirían una calificación restringida con un título de "Sexo explícito". Estos videos requerirían la segregación de videos no pornográficos.
Algunos de los subtítulos:
- Lenguaje ofensivo

- El idioma puede ofender

- Puede asustar a los niños pequeños

- Puede ofender algunas creencias religiosas

- No recomendado para niños[2]

- Escenas desnudas

- Guía parental recomendada

- Algunas escenas pueden ofender

- Escenas violentas

- No apto para niños

- Perversiones

- Material objecional

- Sexo explícito

Las siguientes clasificaciones se utilizaron desde el 1 de enero de 1994 hasta el 31 de marzo de 2005:
- General (G) - Se considera adecuado para todas las edades. No hay restricciones en la visualización.

- Orientación parental (PG) - Todas las edades pueden asistir. Sin embargo, los padres deben saber que el tema o el contenido de la película puede ser más maduro que en las películas generales. Puede ser apropiado para los mayores de 8 años. Algunos títulos pueden llevar un título de información adicional.

- Subtítulos para PG:

- Escenas espantosas

- Advertencia de idioma

- Tema maduro

- Acompañamiento adulto (14) - Se considera adecuado para mayores de 14 años. Los menores de 14 años deben ser escoltados por un adulto.

- Una película con esta clasificación puede contener:

- Escenas de violencia limitada

- El uso de armas sin

- Representación restringida de accidente o desastre

- Escenas de desnudez casual o breve, participación romántica que no es sexualmente explícita, donde los participantes están al menos parcialmente vestidos

- Algún lenguaje grosero o vulgar

- Subtítulos para 14:

- Escenas violentas

- Escenas desnudas

- Arrendamiento de sangre

- Lenguaje ofensivo

- Contenido sexual

- Tema polémico

- Materia madura

- Escenas sangriales

- Restringido (18) - Se considera adecuado para mayores de 18 años. Los menores de 18 años deben ser escoltados por un padre o tutor legal.

- Las películas con esta calificación pueden contener:

- Uso excesivo de lenguaje ofensivo u ofensivo

- Representaciones de violencia extrema y horror

- Actividad sexual gráfica

- Subtítulos para 18:

- Lenguaje ofensivo a lo largo de

- Violencia extrema

- Desnudez explícita

- Contenido sexual gráfico

- Tema polémico

- Material explícito (XXX)

- Estas películas contienen:

- Escenas sexualmente explícitas

- Escenas gráficas o excesivamente violentas

- Subtítulos para XXX:

- Sexo explícito

- Violencia excesiva

- Exento (E) - Algunos tipos de videos están exentos de clasificación y llevarán una etiqueta E. Estos videos no han sido vistos por la Autoridad. Pueden incluir caricaturas infantiles, travelogues, videos instructivos, eventos deportivos y material cultural, industrial, religioso o político.

- No Aprobado (NA) - La Autoridad puede prohibir la exhibición, exhibición, venta, arrendamiento, alquiler, intercambio o distribución de una película cuando la película contenga:

- (a) una escena gráfica o prolongada de violencia, tortura, crimen, crueldad, horror o degradación humana;

- (b) la representación del abuso físico o la humillación de los seres humanos con fines de satisfacción sexual o como agradable para la víctima;

- (c) una escena en la que una persona que está destinada a representar a una persona menor de dieciséis años aparezca en una escena de actividad sexual explícita y explotadora;

- (d) una escena que represente indignidades para el cuerpo humano o un animal de manera explícita.

Fuente de información sobre la calificación: Sitio web de la Junta de Clasificación de Películas Marítimas.